# Against All Authority
Against All Authority (с англ. — «Против всех властей») — американская панк-рок-группа, получившая известность благодаря своим политическим взглядам и ранее выступавшая в жанре ска-панк.

## История
Against All Authority была основана в Катлер-Бэй, Флорида, в 1992 году. Сильная вовлеченность участников группы в политические и социальные проблемы была видна уже в начале их творчества. На группу оказали влияние такие панк-рок коллективы, как Dead Kennedys и Subhumans. В начале своей карьеры группа сразу же приступила к началу концертной деятельности, организовыванию выступлений и выпуску футболок с логотипом группы.

## Состав группы
- Дэнни Лор — бас-гитара и вокал
- Джо Кунц — электрогитара и вокал
- Фин «LP» Ливелл – бас-тромбон и баритон-саксофон
- Маршалл Уайлди — труба
- Крис «Спайки» Голдбах — ударные

## Дискография
Студийные альбомы
- 1996 — «Destroy What Destroys You» (англ. Уничтожай то, что разрушает тебя)
- 1998 — «All Fall Down» (англ. Всё рушится)
- 1983 — «24 Hour Roadside Resistance» (англ. Круглосуточная помощь на дороге)
- 2001 — «Nothing New for Trash Like You» (англ. Ничего нового для мусора вроде тебя)
- 2006 — «The Restoration of Chaos & Order» (англ. Восстановление хаоса и порядка)[4]

### EP
«Exchange» — 1999
«Above the Law EP» — 1994
«Common Rider» — 2005

### Концертные альбомы
Live On the Ska Parade Radio Show — 1998
V.M.L Live Presents Against All Authority Live 7/16/95 — 1996